# Повелитель кукол 3: Месть Тулона
«Повелитель кукол 3: Месть тулона» (англ. Puppet Master 3: Toulon's Revenge) — американский фильм ужасов 1991 года режиссёра Дэвида ДеКото, третья часть киносериала Повелитель кукол. Сюжетно картина является приквелом к двум предыдущим лентам.

## Сюжет
Действие картины разворачивается во время Второй Мировой войны. Нацистские учёные занимаются секретными экспериментами с магией, результатом которых должно стать обретение вечной жизни. В это же время кукольник Анри Тулон оживляет своих любимых кукол, что должно было бы стать существенным толчком в исследованиях нацистов. Однако вскоре при аресте его жена гибнет и кукольник теперь одержим местью, которую призваны осуществить его ожившие куклы.

## В ролях
- Гай Рольф — Анри Тулон
- Ричард Линч — майор Краусс
- Йен Эберкромби — доктор Хесс
- Кристофер Логан — лейтенант Эрик Штейн
- Сара Дуглас — Эльза Тулон
- Мишель Бауэр — Лили

## Куклы
В фильме упоминается, что внешность куклы Блэйд была создана на основе таковой майора Краусса, а внешность «Женщины-пиявки» на основе Эльзы Тулон. Кроме того, в картине появляется новая кукла — шестирукий стрелок.